# Green Bay (Nouvelle-Zélande)
Pour les articles homonymes, voir Green Bay (homonymie).
Green Bay est une banlieue de la cité d’Auckland, située dans l’île du Nord de la Nouvelle-Zélande.

## Gouvernance
Elle est sous la gouvernance locale du conseil d’Auckland. 

## Population
La population était de 3 936 habitants lors du recensement de 2006 en Nouvelle-Zélande (en), en augmentation de 321 résidents par rapport à  celui de 2001.

## Municipalités limitrophes
La rue principale traversant la banlieue de Green Bay est nommée: ‘Godley Road’.
C’est la route urbaine N°15, qui s’étend à travers Green Bay vers la banlieue de Titirangi et celle de Laingholm.
La plage de Green Bay est une partie de la promenade côtière de « Karaka Park » .

## Toponymie
Le secteur était initialement appelé « Karaka Bay», mais fut renommé avec son nom actuel pour éviter la confusion avec une autre baie nommée ‘Karaka’.

## Histoire
A la période pré-européenne, la plage constituait l’extrémité sud de la zone de portage allant du mouillage de Waitemata Harbour à celui de Manukau Harbour via le fleuve Whau. 
À l’extrémité ouest de la plage se trouvait un important pā Māori au niveau de Motukaraka, (qui  forme aujourd’hui « Karaka Park ») .

## Éducation
- L’école de « Green Bay High School » est une école secondaire allant de l’année 9 à 13, avec un taux de décile de 8 et un effectif de 1 429 élèves [6].  Elle a ouvert en 1972 [7].

- L’école de « Green Bay Primary School » est une école primaire allant de l’année 1 à 8, avec un taux de décile de 7 et un effectif de 652 élèves [8]. Elle a ouvert en 1960, et  couvrait les années de 1 à 6, jusqu’à ce qu’un département intermédiaire lui soit ajouté en 1987[9].

Les deux écoles sont mixtes et situées tout près l’une de l’autre sur ‘Godley Road’.